# Curva di domanda ad angolo
La Curva di domanda ad angolo è un tipo di curva di domanda tipico dei mercati oligopolistici.

## Descrizione
Secondo la teoria economica neoclassica, la curva della domanda di un bene rispetto al prezzo è decrescente, continua e differenziabile in ogni suo punto.
Gli economisti R. L. Hall, C. J. Hitch e P. Sweezy, sulla base di ricerche empiriche, hanno invece ipotizzato una curva di domanda ad angolo.
Si ipotizza che, in regime di oligopolio (considerato la forma di mercato prevalente), il prezzo venga fissato dalle imprese maggiori secondo il principio del costo pieno e che ciascuna impresa tenda a mantenere invariato il prezzo in quanto:
- se lo diminuisse, tentando così di aumentare la propria quota di mercato, le altre imprese la seguirebbero e, pertanto, l'aumento della domanda sarebbe contenuto;
- se lo aumentasse per aumentare il profitto, le altre imprese non la seguirebbero; ne deriverebbe una brusca diminuzione della domanda, tale da vanificare l'obiettivo.